# WxGlade

wxGlade phiên bản 0.6.3 hiển thị một bản thiết kế giao diện của một hộp thoại.

wxGlade là phần mềm tự do giúp người dùng thiết kế các giao diện đồ họa. wxGlade được viết bằng ngôn ngữ lập trình Python, phỏng theo phần mềm Glade. Tuy vậy, khác với Glade dùng bộ GNOME, wxGlade dùng bộ công cụ wxWidgets.
Phần mềm có tác dụng cho phép người dùng kéo và thả các khiển tố vào giao diện đồ họa cần thiết kế, sau đó sẽ phát sinh ra các mã lệnh tương ứng với giao diện đó. wxGlade hỗ trợ cho các ngôn ngữ C++, Perl, Python, Lisp, và ngôn ngữ đánh dấu XRC.
wxGlade tương thích với một số phiên bản của wxWidgets: 2.4, 2.6, 2.8; tuy nhiên hiện nay chỉ hỗ trợ Python 2.3 trở lên.